# Kardýmovo
Kardýmovo (ruso: Карды́мово) es un asentamiento de tipo urbano de Rusia, capital del raión homónimo en la óblast de Smolensk.
En 2021, el territorio del asentamiento tenía una población de 5017 habitantes, de los cuales 4628 vivían en el propio asentamiento y el resto repartidos en sus tres pedanías: Yermachki, Krivtsy y Sopachevo.
Se conoce la existencia del asentamiento desde 1859, cuando era un área rústica perteneciente al vólost de Tiushino en el uyezd de Smolensk de la gobernación de Smolensk. En las décadas posteriores, se desarrolló como el poblado ferroviario de la estación de Kámenka, llegando a ser desde 1924 la sede de su propio vólost, y desde 1929 capital distrital dentro de la nueva Óblast Occidental. Adoptó estatus urbano en 1979.
Se ubica a orillas del río Jmost, unos 20 km al este de Smolensk, sobre la carretera que lleva a Dorogobuzh.

## Clima
| Parámetros climáticos promedio de Kardýmovo | Parámetros climáticos promedio de Kardýmovo | Parámetros climáticos promedio de Kardýmovo | Parámetros climáticos promedio de Kardýmovo | Parámetros climáticos promedio de Kardýmovo | Parámetros climáticos promedio de Kardýmovo | Parámetros climáticos promedio de Kardýmovo | Parámetros climáticos promedio de Kardýmovo | Parámetros climáticos promedio de Kardýmovo | Parámetros climáticos promedio de Kardýmovo | Parámetros climáticos promedio de Kardýmovo | Parámetros climáticos promedio de Kardýmovo | Parámetros climáticos promedio de Kardýmovo | Parámetros climáticos promedio de Kardýmovo |
| Mes                                         | Ene.                                        | Feb.                                        | Mar.                                        | Abr.                                        | May.                                        | Jun.                                        | Jul.                                        | Ago.                                        | Sep.                                        | Oct.                                        | Nov.                                        | Dic.                                        | Anual                                       |
| ------------------------------------------- | ------------------------------------------- | ------------------------------------------- | ------------------------------------------- | ------------------------------------------- | ------------------------------------------- | ------------------------------------------- | ------------------------------------------- | ------------------------------------------- | ------------------------------------------- | ------------------------------------------- | ------------------------------------------- | ------------------------------------------- | ------------------------------------------- |
| Temp. máx. media (°C)                       | -4.5                                        | -3.6                                        | 1.9                                         | 10.8                                        | 17.2                                        | 20.3                                        | 22.9                                        | 21.4                                        | 15.8                                        | 8.4                                         | 2.3                                         | -1.7                                        | 9.3                                         |
| Temp. media (°C)                            | -6.5                                        | -6.1                                        | -1.4                                        | 6.3                                         | 12.9                                        | 16.5                                        | 19.1                                        | 17.6                                        | 12.2                                        | 5.9                                         | 0.6                                         | -3.5                                        | 6.1                                         |
| Temp. mín. media (°C)                       | -8.9                                        | -9.0                                        | -5.0                                        | 1.3                                         | 7.7                                         | 11.7                                        | 14.6                                        | 13.4                                        | 8.5                                         | 3.3                                         | -1.3                                        | -5.5                                        | 2.6                                         |
| Precipitación total (mm)                    | 54                                          | 47                                          | 46                                          | 47                                          | 76                                          | 85                                          | 92                                          | 81                                          | 68                                          | 70                                          | 57                                          | 52                                          | 775                                         |
| Fuente:                                     |                                             |                                             |                                             |                                             |                                             |                                             |                                             |                                             |                                             |                                             |                                             |                                             |                                             |